# Пластиковый роуминг
Пластиковый роуминг — разновидность межстандартного роуминга, используемая в сети сотовой связи Скайлинк. Предполагает участие другого оператора в качестве роумингового брокера.
В более общем значении — любой межстандартный роуминг, при котором SIM-карта абонента используется с аппаратом другого стандарта.

## Предпосылки возникновения
Сеть Скайлинк работает в стандарте связи IMT-MC-450. В России только в диапазоне 450 и 800 МГц разрешено использование сетей технологии CDMA, в то время как в других странах мира чаще используются другие диапазоны (например, 1900 МГц). Таким образом, операторов стандарта IMT-MC-450 в мире очень мало, и пользоваться телефонами этого стандарта в других странах затруднительно. Многостандартные телефоны с поддержкой частоты 450 МГц также редки из-за непопулярности стандарта.
Существует возможность роуминга в сетях другого стандарта, например, GSM, при помощи модуля опознания абонента (так называемая R-UIM-карта). Эта карта может быть использована как обычная SIM-карта с аппаратами стандарта GSM. Роуминг в сетях GSM существенно расширяет возможности абонента, так как сети GSM есть в большинстве стран мира. Тем не менее, для осуществления роуминга необходимы межоператорские соглашения, что требует большой организационной работы, тем более сложной для операторов с непопулярным стандартом связи.
Так как у сетей Скайлинк и МегаФон есть общие акционеры, была достигнута договорённость об использовании межоператорских соглашений МегаФона для обеспечения роуминга абонентов Скайлинка. Такое явление получило название пластикового роуминга. Сейчас-же данный вид роуминга используется в сети материнской Теле2.

## Особенности реализации
Реализация пластикового роуминга стала возможной после появления карт R-UIM с несколькими кодами абонента (IMSI). На карте записывается код абонента сети Скайлинк и дополнительный код «виртуального» абонента сети Tele2. Сторонние сети (не имеющие роуминговых соглашений со Скайлинком) распознают код абонента сети Tele2 и обслуживают его. При этом абонент ведёт расчёты только со своим оператором, не заключая никаких дополнительных договоров с роуминговым брокером.
В данном случае оператор Tele2 является роуминговым брокером для Скайлинка. Между тем, брокером может быть и любой другой оператор с достаточным количеством роуминговых партнёров. Например, обсуждалась возможность, что им для Скайлинка будет оператор МТС, с которым у Скайлинка тоже есть общий акционер (АФК «Система»).